# Église Saint-Laurent de Saint-Laurent-du-Maroni
L'église Saint-Laurent de Saint-Laurent-du-Maroni est une église paroissiale dépendante du diocèse de Cayenne, et située dans la ville de Saint-Laurent-du-Maroni, en Guyane.

## Histoire
L'église est inscrite aux monuments historiques par arrêté du 16 août 1995.